# Антиб-Биот
Анти́б-Биот (фр. Antibes-Biot) — упразднённый кантон во Франции, находится в регионе Прованс — Альпы — Лазурный Берег, департамент Приморские Альпы. Входил в состав округа Грас.
Код INSEE кантона — 0601. До марта 2015 года в состав кантона Антиб-Биот входило 2 коммуны, с административным центром в Антибе.

## Коммуны кантона
| Код INSEE | Коммуна | Почтовый индекс | Население, чел. (1999) |
| --------- | ------- | --------------- | ---------------------- |
| 06004     | Антиб   | 06000           | 28 015                 |
| 06018     | Биот    | 06410           | 7395                   |

## Население
Население кантона на 2007 год составляло 39 383 человек.
| 1962 | 1968 | 1975 | 1982 | 1990 | 1999   | 2006   | 2007   | 2008 |
| ---- | ---- | ---- | ---- | ---- | ------ | ------ | ------ | ---- |
| —    | —    | —    | —    | —    | 35 410 | 39 200 | 39 383 | —    |

По закону от 17 мая 2013 и декрету от 24 февраля 2014 года количество кантонов в департаменте Приморские Альпы уменьшилось с 52-х до 27-ми. Новое территориальное деление департаментов на кантоны вступило в силу во время выборов 2015 года. После реформы кантон был упразднён. Коммуна Биот передана в состав вновь созданного кантона Антиб-3 (округ Грас).